# Nagai Sunta
Nagai Sunta (Tokió, 1982. július 12. –) japán válogatott labdarúgó.

## Nemzeti válogatott
A japán U20-as válogatott tagjaként részt vett a 2001-es ifjúsági labdarúgó-világbajnokságon.